# Ngữ hệ Tungus
Ngữ hệ Tungus (còn gọi là ngữ hệ Mãn-Tungus) là một ngữ hệ miền đông Siberia và Mãn Châu. Hầu hết ngôn ngữ Tungus bị đe dọa, và tương lai của các ngôn ngữ kia cũng không vững vàng. Có chừng 75.000 người bản ngữ trải trên hơn một tá ngôn ngữ Tungus. Một số học giả xếp ngữ hệ Tungus vào ngữ hệ Altai chưa chắc chắn, cùng với ngữ hệ Turk, Mongol, đôi lúc cả Triều Tiên và Nhật Bản.
Từ "Tungus" là một ngoại danh mà người Yakut và người Tatar Siberia gọi người Evenk ("tongus") vào thế kỷ XVII, nghĩa là "heo/lợn". Nó được mượn vào tiếng Nga thành "тунгус", rồi tới tiếng Anh thành "Tungus". Việc dùng "Tungus" cho người Evenk được coi là miệt thị.

## Phân loại
Những nhà ngôn ngữ học nghiên cứu ngôn ngữ Tungus đặt ra nhiều hệ thống phân loại, dựa trên "tiêu chí" khác nhau, gồm đặc điểm hình thái, từ vựng, và âm vị. Một số học giả bỏ qua mô hình rẽ nhánh, cho rằng vì lịch sử tiếp xúc lâu dài giữa các tộc nói ngôn ngữ Tungus với nhau, ngữ hệ Tungus nên được coi là một dialect continuum (dãy phương ngữ).
Một phân loại được nhiều người chấp thuận chia ngữ hệ Tungus ra làm nhánh Bắc và nhánh Nam (Georg 2004). Trong khi đó, Hölzl (2018), chia hệ ra làm bốn nhóm con, tên Ewen, Udeghe, Nana, và Jurche.
Cơ cấu người nói ngôn ngữ Tungus theo ngôn ngữ:
Tungus Bắc
- Ewen
  - Even (Lamut) đông Siberia
  - Evenk
    - Evenk (tên cũ: Tungus), của người Evenk miền trung Siberia và Mãn Châu
      - Solon

    - Oroqen
    - Negidal
    - Kili
- Udeghe (Oroch–Udege; ảnh hưởng nặng bởi Tungus Nam)
  - Oroch
  - Udege

Tungus Nam
- Jurchen/Nữ Chân
  - Mãn: người Mãn gốc gác từ dọc sông Sungari Ula, lập nên nhà Kim và nhà Thanh.
  - Nữ Chân†: dạng cổ của tiếng Mãn
  - Xibe/Tích Bá: nói ở Huyện tự trị dân tộc Tích Bá Qapqal, Tân Cương.
  - Kháp Khách Lạp (Kyakala) 恰喀拉[4]
  - Ba Lạp (Bala) 巴拉[4]
  - A Lặc Sở Khách (Alchuka) 阿勒楚喀[4]
- Nanai
  - Nanai (Gold, Goldi, Hezhen)
    - Akani
    - Birar
    - Samagir

  - Orok (Uilta)
  - Ulch

Alexander Vovin ghi nhận rằng tiếng Mãn và tiếng Nữ Chân là những ngôn ngữ dị biệt trong nhánh Tungus Nam; điều này có thể là do ảnh hưởng từ tiếng Khiết Đan, tiếng Triều Tiên cổ, có lẽ cả Chukotka-Kamchatka.
Những ghi chép sớm nhất của phương Tây về ngôn ngữ Tungusic đến từ du khách người Hà Lan Nicolaes Witsen, người đã xuất bản cuốn sách bằng tiếng Hà Lan, Noord en Oost Tartarye (nghĩa đen là 'Bắc và Đông Tartary'). Nó mô tả nhiều dân tộc ở Viễn Đông Nga và bao gồm một số danh sách từ ngắn gọn cho nhiều ngôn ngữ. Sau chuyến du lịch đến Nga, những phát hiện thu thập được của ông đã được xuất bản thành ba lần xuất bản, 1692, 1705 và 1785. Cuốn sách bao gồm một số từ và câu từ ngôn ngữ Evenki, sau đó được gọi là "Tungus".
Nhà ngôn ngữ học người Đức Wilhelm Grube (1855–1908) đã xuất bản một từ điển ban đầu về ngôn ngữ Nanai (hay còn gọi là ngôn ngữ Gold) vào năm 1900, cũng như giải mã ngôn ngữ Nữ Chân cho khán giả hiện đại bằng cách sử dụng một nguồn tiếng Trung Quốc.
Mặc cho những nét giống nhau giữa hệ Tungus và nhóm tiếng Triều Tiên, Vovin (2013) cho rằng hai bên không liên quan.